# Big Time
„Big Time” – singel niemieckiej piosenkarki C.C. Catch wydany w 1989 roku przez wytwórnię Metronome. Utwór został napisany przez Georg’a i Martina Koppehele we współpracy z samą artystką (jest to pierwsze nagranie C.C. Catch wydane na singlu nienapisane przez Dietera Bohlena). Singel zapowiadał nadchodzący, szósty album wokalistki pt. Hear What I Say.

## Lista utworów

### Wydanie na 7"[1]
A. „Big Time” – 3:45
B. „Feels Like Heaven” – 5:12
- Wersje nagrań na tym wydaniu pochodzą z nadchodzącego albumu pt. Hear What I Say.

### Wydanie na 12"[2]
A. „Big Time (Remix)” – 6:45
B1. „Feels Like Heaven” – 5:12
B2. „Big Time (Radio Version)” – 3:45
- Nagranie „Feels Like Heaven” pochodzi z nadchodzącego albumu pt. Hear What I Say.
- Wersja (Radio Version) to wersja z wydania na 7".

### Wydanie na CD[3]
1. „Big Time (Remix)” – 6:45
2. „Feels Like Heaven” – 5:12
3. „Big Time (Radio Version)” – 3:45
- Nagranie „Feels Like Heaven” pochodzi z nadchodzącego albumu pt. Hear What I Say.
- Wersja (Radio Version) to wersja z wydania na 7".

## Listy przebojów (1989–1990)
| Państwo                | Najwyższa pozycja |
| ---------------------- | ----------------- |
| Niemcy (Media Control) | 26                |

## Autorzy[5]
- Muzyka: C.C. Catch, Georg & Martin Koppehele
- Autor tekstów: C.C. Catch, Georg & Martin Koppehele
- Śpiew: C.C. Catch
- Producent: Avenue
- Współproducent: David Clayton, Jo Dworniak